# توماش ژونسا
توماش ژونسا (لهستانی: Tomasz Mariusz Rząsa؛ زادهٔ ۱۱ مارس ۱۹۷۳) یک بازیکن فوتبال سابق، و ورزشکار اهل لهستان است.
وی همچنین در تیم ملی فوتبال لهستان بازی کرده و عضوی از این تیم در جام جهانی فوتبال ۲۰۰۲ بوده است.